# Culdee
Els Culdees (irlandès Céilí Dé, literalment companys de Déu) eren membres de comunitats ascètiques cristianes, monàstiques i eremítiques a Irlanda, Escòcia, Gal·les i Anglaterra durant l'edat mitjana. Van aparèixer primer a Irlanda, i posteriorment a Escòcia. Lligats a catedrals o esglésies, vivient a l'estil monàstic, tot i que no prenien vots.

## Etimologia
Segons el teòleg suís Philip Schaff, el terme Culdee o Ceile De, o Kaledei, apareix per primera vegada en el segle viii. Probablement signifiqui servidors o adoradors de Déu. El terme va ser aplicat a anacoretes, els quals, completament apartats de la societat buscaven la perfecció de la santedat. Posteriorment es van associar entre ells formant comunitats d'eremites, i finalment van ser sotmesos, juntament amb el clero secular, a la norma canònica. Va ser en aquell moment quan el nom Culdee va passar a ser pràcticament sinònim de clergue secular.

## Història

### Irlanda
Durant el segle ix, són mencionats nou llocs a Irlanda amb comunitats culdee establertes: Armagh, Clonmacnoise, Clones, Devenish i Sligo.
Óengus el culdee va viure el darrer quart del segle viii i és conegut per ser l'autor del Félire Óengusso "el martirologi d'Óenguss". Máel Ruain, coetani d'Òengus, va redactar una norma per als culdees de Tallaght on es regulaven les pregaries, dejunis, devocions, confessió i penitència, però no hi ha evidència de que aquesta norma fos acceptada ni tan sols en d'altres comunitats culdee. De Fedelmid mac Crimthainn rei de Munster (820–846), es deia que havia estat un prominent culdee.
Segons el bisbe William Reeves, eren com els canonges seglars, i ocupaven una posició intermèdia entre el clergat monàstic i el parroquial. A Armagh, eren presidits per un prior. Eren els clergues oficials a les esglésies i van esdevenir capellans permanents a la catedral. Sembla que es dedicaven principalment al manteniment del servei diví, i en particular al cant coral, cosa que feia d'ells un important element en l'economia de la catedral.
Tot i així, després de la mort de Maelruain en 792, Tallaght cau en l'oblit i el nom de Ceile-De desapareix dels annals irlandesos fins a l'any 919, quan els Quatre Mestres enregistren que Armagh havia estat saquejat pels danesos però que les cases d'oració, "amb la gent de Déu, que són els Ceile-De", havien estat perdonats. Posteriors entrades als annals mostren que hi havia culdees a Clondalken, a Monahincha, a Tipperary, i a Inis Cathaigh.
Les guerres daneses van afectar les comunitats culdees. Clondalken i Clones van desaparèixer a l'hora. A Clonmacnoise, tan aviat com al segle xi, els culdees eren seglars i estaven casats, mentre els de Monahincha i Inis Cathaigh, completament corromputs i incapaços de reformar-se, van deixar pas als canonges regulars. A Armagh, els canonges regulars van entrar a la catedral al segle xii, obtenint prioritat sobre els culdees, que eren sis, un prior i cinc vicaris. Aquests van continuar existint com a comunitat, encarregant-se de la celebració dels oficis divins i la cura de l'edifici; tenien terres a banda, i de vegades se'ls posava a càrrec d'alguna parròquia. Quan es formava un capítol, el prior solia assumir el càrrec de xantre, i els seus germans el de vicaris corals. El seu rang dins el capítol era proper al del canceller. Era escollit pels seus germans culdees i confirmat pel primat, i tenia veu en l'elecció de l'arquebisbe degut a la seva posició en el capítol.
Com l'Ulster va ser la darrera província irlandesa en caure sota el domini anglès, els culdees d'Armagh van ser els darrers en sobreviure als seus germans de la resta d'Irlanda. Els culddes d'Armagh van perdurar fins a la dissolució dels monestirs in 1541. Van experimentar una fugaç resurrecció en 1627, però poc després totes les seves antigues propietats van passar a mans dels vicaris corals de la catedral.

### Escòcia
A Escòcia, els culdees eren més nombrosos que a Irlanda: hi va arribar a haver trenta comunitats monàstiques, vuit d'elles relacionades amb catedrals.
Els monjos de l'Abadia d'Iona havien estat expulsats pel rei picte Nechtan IV en 717. No hi ha cap menció sobre culdees a cap monestir columbà, ni a Irlanda ni a Escòcia, fins molt després dels temps de Columba d'Iona: en 1164 es menciona els culdees a Iona, però en una posició subordinada. Els culdees del llac Leven vivien a l'illa de St Serf, que els havia estat donada pel príncep picte Bridei IV sobre l'any 700. En 1093 van lliurar la seva illa al bisbe de Saint Andrews a canvi de menjar i roba perpetus, però Robert, bisbe en 1144, va cedir totes les seves propietats, amb l'illa, al recent fundat monestir agustinià, al qual van ser incorporats els culdees.
La capella culdee de St Andrews a Fife encara és visible al nord-est de les runes de la catedral i la muralla. Està dedicada a 'Santa Maria de la Roca' i és cruciforme. Encara és emprada per les esglésies locals per als ritus de la Pasqua. Antigament hi havia diverses comunitats culdees a Fife, probablement petites estructures rudimentàries properes a esglésies que acollien 30 o 40 devots. En 1075 el rei Malcolm III va lliurar la carta fundacional a l'església de Dunfermline, i d'entre altres possessions, va atorgar a l'església el comtat de Kirkcaladinit. Crínán de Dunkeld, l'avi de Malcolm III, era un abat laic, i la tradició diu que en aquell temps inclús els clergues es casaven, tot i que els capellans ortodoxos vivien separats de les seves mullers durant el temps en què prestaven el servei sacerdotal.
El quadre que tenim de la vida dels culdees durant el segle xii varia considerablement. Les principals comunitats a Escòcia s'hi trobaven a Saint Andrews, Scone, Dunkeld, Llac Leven, Monymusk a Aberdeenshire, Abernethy i Brechin. Cadascun d'ells era un establiment independent controlat completament pel seu propi abat i aparentment dividit en dues seccions, una sacerdotal i l'altra laica. A St Andrews, als voltants de l'any 1100, hi havia tretze culdees que ocupaven el càrrec per tinença hereditària i prestant més atenció a la seva pròpia prosperitat que al servei de l'església o a les necessitats de la població. Al llac Leven, en canvi, no hi ha indicis d'una actitud com aquella.
A finals del segle xiii, la majoria de comunitats de culdees escocesos havia desaparegut. Algunes, com Dunkeld i Abernethy, van estar substituïdes per comunitats canòniques regulars. D'altres, com Brechin i Dunblane, es van extingir amb la introducció dels capítols catedralicis. A St. Andrews vivien juntament amb clergues regulars i encara mantenien l'antic privilegi d'escollir l'arquebisbe. Però això va ser annulat per Roma, i en 1273 se'ls hi va enretirar inclús el dret a vot. Tot i així continuen sent mencionats als registres de Saint Andrews fins a 1332, quan "formaven un petit col·legi de clergues seculars estretament connectats amb el bisbe i el rei". Abans de la Reforma van desaparèixer finalment, i en 1616 les terres que una vegada havien sigut d'ells van ser incloses a la seu de Saint Andrews.

### Anglaterra
Un final semblant degué tenir la comunitat culdee de York, l'única comunitat anglesa coneguda que va emprar aquest nom. Nascuda als volts de l'any 925, desenvolupaven el doble deure, a la catedral, dels oficis i d'atendre els malalts i pobres. Quan es va fer una nova catedral, sota el bisbe normand, va cessar la seva relació, tot i que, amb l'ajut de donacions, van continuar assistint als necessitats. Es desconeix la data en què finalment van desaparèixer.

### Gal·les
El terme "Culdee" rarament es troba a Gal·les. No es coneix el destí de les comunitats culdee que una vegada van existir a Snowdon i a Ynys Enlli al nord de Gal·les, en temps de Giraldus Cambrensis, mencionades (c. 1190) al Speculum Ecclesiae i al Itinerarium respectivament.

## Origen
Hector Boece en la seva Latin history of Scotland (1516), fa dels culdees dels segles IX al XII directes successors del mnonacat irlandès dels segles VI al VIII. James A. Wylie (1808–1890) defensava que els Culdees (Keledei) d'Escòcia estaven relacionats amb l'espiritualitat cèltica cristiana dels monjos d'Iona.

## Una interpretació conflictiva
El terme culdee ha estat inapropiadament aplicat a tota l'església cèltica. També s'ha afirmat que els kelts o culdees varen ser els precursors del protestantisme. Escriptors protestants han al·legat que els culdees van preservar la cristiandat celta lliure de les suposades corrupcions de l'Església Catòlica en una remota cantonada de l'oest d'Europa. Aquest punt de vista va ser consagrat en el poema de Thomas Campbell Reullura:
Pau als seus esperits. Els culdees purs
foren els primers sacerdots albans de Déu,
a una illa dels seus mars
pel peu dels anglo-saxons foren trepitjats.
Tot i així, Schaff manté, "...aquesta conclusió no se sosté. La ignorància és una cosa, i el rebuig de l'error per un superior coneixement una altra molt diferent... No hi ha la més mínima evidència de que l'església celta tingués una més alta concepció de la llibertat cristiana ni cap distingible principi de protestantisme..."